# Jean Liron
Jean Liron (Chartres, 11 de noviembre de 1665 - Le Mans, 9 de febrero de 1749) fue un religioso benedictino e historiador francés.

## Biografía
Tras ingresar en la Congregación de San Mauro de la Orden de San Benito, en la que tomó los votos a los veintiún años, pasó toda su vida enclaustrado, residiendo sucesivamente en las abadías de Saint Florent de Saumur, Saint-Germain-des-Prés de París, Marmoutier de Tours, Saint Vicent y Saint Pierre de la Couture en Le Mans. 
Dedicado, como tantos de sus correligionarios, al estudio y a la redacción de sus escritos, dejó publicadas varias obras sobre historia medieval, patrología y bibliografía: 
- Dissertation sur un passage du 2e livre de Saint-Jérôme contre Jovinien, altéré dans toutes les éditions, et qui est rétabli dans sa pureté originale (París, 1706), en la que trata sobre la exactitud de un pasaje de San Jerónimo en la edición de Jean Martianay. Se reimprimió el año siguiente con la respuesta a las objeciones que a la misma puso Pierre Coustant;
- Nouvelle lilttérarie adressée aux Savans de France (París, 1707);
- Apologie pour les Armoricains, et pour les Eglises des Gaules, particulierement de la Province de Tours (París, 1708), historia crítica sobre los asentamientos de los armoricanos y bretones en las Galias;
- Dissertation sur le temps de l'établissement des juifs en France (París, 1708), sobre la época en la que los judíos se establecieron en las Galias;
- Dissertation sur Victor de Vita, avec une nouvelle Vie de cet évêque (París, 1708), en la que propone, contra la obra de Thierry Ruinart, que Víctor de Vita no fue el autor de la Historia de la persecución de los vándalos;
- Question curieuse, sur l'Histoire des deux conquêtes d'Espagne (París, 1708), en la que sostiene que la Historia del rey don Rodrigo y pérdida de España es en realidad una composición moderna, obra de Miguel de Luna, contradiciendo la opinión de Guy Alexis Lobineau;
- Les Aménités de la critique, ou Dissertation et remarques nouvelles sur divers points de l'Antiquité ecclésiastique et profane (París, 1717, 2 vols.), anotaciones sobre diversos puntos de historia eclesiástica de Francia;
- La Bibliothèque chartraine, ou Traité des auteurs et des hommes illustres de l'ancien diocèse de Chartres (París, 1719), recopilación de autores literarios de la diócesis de Chartres;
- Singularités historiques et littéraires contenant plusieurs recherches découvertes & éclaircissemens sur un grand nombre de dificultés de l'Histoire ancienne & moderne (París, 1734-40, 4 vols.), comentarios sobre varios puntos de historia.